# Crackpots
Crackpots é um jogo lançado para a plataforma Atari 2600, projetado por Dan Kitchen e publicado pela Activision em 1983. Trata-se do primeiro título desenvolvido por Kitchen para a Activision.
Em Crackpots, a pessoa jogadora controla Potsy, um jardineiro, em movimentos horizontais no telhado de um prédio. Situado no Brooklyn, o prédio de Potsy está sendo invadido por insetos que tentam entrar através de seis janelas.

## Jogabilidade
Cada nível consiste em quatro ondas de doze insetos cada;  ao derrotar as quatro ondas, inicia-se um nível mais difícil e de ritmo mais rápido. O jogo continua até que o prédio desmorone. Se seis ou mais insetos entrarem pelas janelas abertas, parte do prédio será destruída e onda é repetida. Os padrões variam para insetos de cores diferentes. Os insetos pretos se movem no edifício para cima e em linha reta, os insetos azuis também se movem em linha reta, embora façam leves movimentos para a esquerda e direita, os insetos vermelhos se movem na diagonal e os insetos verdes se movem em zigue-zague entre as janelas.

## Desenvolvimento
Crackpots foi desenvolvido por Dan Kitchen. Antes de sua carreira na Activision, ele trabalhou no desenvolvimento de jogos portáteis como Wildfire, lançado no Reino Unido pela Palitoy [en]. Juntamente com seu irmão Garry Kitchen [en], Dan estava focado em ingressar no desenvolvimento de jogos para consoles e, para isso, participou da Consumer Electronics Show em janeiro de 1982. Os irmãos despertaram o interesse tanto da Atari quanto da Activision, optando por trabalhar para esta última. Dan estava entre os cinco novos programadores que começaram no novo escritório da Activision na Costa Leste dos Estados Unidos para desenvolver seus próprios títulos. Dan Kitchen aprendeu a programar para o Atari 2600 com a ajuda de seu irmão Garry, que havia realizado a engenharia reversa do console e criado uma placa que permitia conectá-lo a um Apple II.